# Mabilleana
Mabilleana là một chi bướm đêm thuộc họ Noctuidae.